# Liparis atrosanguinea
Liparis atrosanguinea es una especie de orquídea de hábitos terrestres, originaria de Asia.

## Descripción
Es una orquídea de tamaño medio, que prefiere el clima cálido al frío. Tiene hábitos terrestres que tiene  3 a 4 hojas,  de forma oblicua, acuminadas elípticas, triangulares, agudas. Florece en una inflorescencia de 49 cm de larga, con muchas  flores laxas con brácteas florales agudas.

## Distribución y hábitat
Se encuentra en Tailandia, Borneo, Vietnam, Malasia y Sumatra, en bosques montanos en elevaciones menores de 1200 a 1800 metros. 

## Taxonomía
Liparis atrosanguinea fue descrita por  Henry Nicholas Ridley y publicado en Journal of the Asiatic Society, Science 39: 71. 1903.
Etimología
Liparis; nombre genérico latíno que deriva del griego Liparos (λιπαρός) que significa "grasa, rico o brillante." Este nombre se refiere a la textura (sensación) de las hojas de estas plantas: que se producen casi aceitosas y brillantes.
atrosanguinea: epíteto latino que significa "de color rojo sangre".
Sinonimia
- Liparis conspicua J.J.Sm.
- Liparis tabularis Rolfe